# Радзієвський Олексій Іванович
Олексій Іванович Радзієвський (31 липня [13 серпня] 1911 — 30 серпня 1979) — радянський військовий діяч, генерал армії (1972), Герой Радянського Союзу (21.02.1978). Командувач військ Одеського військового округу (у 1954—1959 роках). Депутат Верховної Ради УРСР 4-го скликання. Депутат Верховної Ради СРСР 5-го скликання. Член ЦК КПУ в 1956—1960 роках. Кандидат військових наук. Професор (1961).

## Біографія
Народився 31 липня (13 серпня) 1911 року в місті Умань Київській губернії в сім'ї робітника.
Закінчив середню школу. З 1927 року працював формувальником на силікатному (цегляному) заводі в місті Умані.
У Червоній Армії з 1929 року. Член ВКП(б) з 1931 року.
В 1931 році закінчив кавалерійську школу. З 1931 року служив в 49-му кавалерійському полку: командир кавалерійського взводу, з 1932 — начальник штабу ескадрону, з 1934 — командир ескадрону.
В 1938 році закінчив Військову академію РСЧА імені Фрунзе.
В 1938—1939 р. — помічник начальника 1-ї частини штабу 18-ї гірничо-кавалерійської дивізії Середньоазіатського військового округу у місті Кушка Туркменської РСР.
У 1941 році закінчив Військову Академію Генерального штабу РСЧА імені Ворошилова. З 1941 року — начальник штабу 53-ї кавалерійської дивізії Західного Особливого військового округу.
Учасник німецько-радянської війни з 1941 року. З липня 1941 року — начальник штабу 53-ї кавалерійської дивізії 29-ї армії Західного фронту. З грудня 1941 року — начальник штабу 2-го кавалерійського корпусу, з липня 1942 року по лютий 1944 року — начальник штабу 1-го гвардійського кавалерійського корпусу на Західному і Південно-Західному фронтах. У березні 1942 року виконував обов'язки командира корпусу.
З лютого 1944 року — начальник штабу 2-ї гвардійської танкової армії на 1-му та 2-му Українському фронтах. У липні 1944 — січні 1945 року, в період лікування після важкого поранення командарма Богданова, командував цією армією на 2-му Українському і 1-му Білоруському фронтах.
В 1945—1947 р. — начальник штабу 2-ї гвардійської танкової армії Північної групи військ (Польща). В 1947 — 1950 р. — командувач 2-ю механізованою армією Північної групи військ.
У вересні 1950 — липні 1952 р. — головнокомандувач військ Північної групи військ (Польща).
У липні 1952 — квітні 1953 р. — командувач військ Туркестанського військового округу.
У квітні 1953 — травні 1954 р. — начальник бронетанкових і механізованих військ Збройних сил СРСР.
У травні 1954 — червні 1959 року — командувач військ Одеського військового округу.
У червні 1959 — квітні 1968 р. — 1-й заступник начальника Військової академії Генерального штабу Міністерства оборони СРСР. У листопаді 1964 — березні 1965 р. — виконувач обов'язків начальника Військової академії Генерального штабу.
У квітні 1968 — липні 1969 р. — начальник Головного управління Військово-навчальних закладів Міністерства оборони СРСР.
У липні 1969 — лютому 1978 р. — начальник Військової академії імені Фрунзе Міністерства оборони СРСР.
У лютому 1978 — серпні 1979 р. — військовий інспектор-радник Групи генеральних інспекторів Міністерства оборони СРСР.
Похований у Москві на Новодівичому цвинтарі.

## Звання
- майор
- підполковник (1941
- полковник (1942)
- генерал-майор (17.11.1943)
- генерал-лейтенант (2.11.1944)
- генерал-полковник (3.08.1953)
- генерал армії (2.11.1972)

## Нагороди
- Герой Радянського Союзу (21.02.1978)
- два ордени Леніна (31.05.1945, 21.02.1978)
- орден Трудового Червоного Прапора
- шість орденів Червоного Прапора (3.11.1941, 2.04.1943, 15.12.1943, 17.09.1944;)
- два ордени Суворова 1-го ст. (6.04.1945, 29.05.1945)
- орден Суворова 2-го ст. (10.01.1944)
- орден Кутузова 1-го ст. (23.08.1944)
- орден Червоної Зірки (03.11.1944)
- орден «За службу Батьківщині у Збройних Силах СРСР» 3-го ст.(30.04.1975)
- ордени
- медалі
- командор ордену Британської Імперії 3-го класу (Велика Британія) (1944)
- командор ордену Відродження (Польща)
- кавалер ордену Virtuti Militari 3-го ст. (Польща)
- орден Народної Республіки Болгарії
- орден Червоного Прапора (Монголія)